# 1935–1936-os portugál labdarúgó-bajnokság (első osztály)
A portugál labdarúgó-bajnokság első osztályának 1935–1936-os szezonja volt a bajnokság második kiírása. A bajnokságban 8 csapat vett részt, a győztes az SL Benfica lett.

## Végeredmény
| # | Csapat               | Pont | Mérk. | Gy | D | V  | RG | KG |
| - | -------------------- | ---- | ----- | -- | - | -- | -- | -- |
| 1 | Benfica              | 21   | 14    | 8  | 5 | 1  | 44 | 23 |
| 2 | Porto                | 20   | 14    | 9  | 2 | 3  | 50 | 18 |
| 3 | Sporting Lisbona     | 18   | 14    | 8  | 2 | 4  | 41 | 31 |
| 4 | CF Os Belenenses     | 17   | 14    | 7  | 3 | 4  | 28 | 22 |
| 5 | Vitória Setúbal      | 16   | 14    | 7  | 2 | 5  | 32 | 26 |
| 6 | Boavista             | 11   | 14    | 4  | 3 | 7  | 24 | 39 |
| 7 | Carcavelinhos        | 6    | 14    | 1  | 4 | 9  | 8  | 30 |
| 8 | Académica de Coimbra | 3    | 14    | 1  | 1 | 12 | 13 | 51 |